# Fritz-Walter-Stadion
Fritz-Walter-Stadion je stadion u njemačkom gradu Kaiserslauternu. Izgrađen je i otvoren 1920. Kapaciteta je 48 500 sjedećih mjesta. Na njemu svoje domaće utakmice igra 1. FC Kaiserslautern, nogometni klub iz Kaiserslauterna. Nazvan je po njemačkom nogometašu Fritzu Walteru, koji je za Kaiserslautern igrao od 1937. do 1959. godine. U 411 nastupa postigao je 380 golova. Bio je i kapetan njemačke nogometne reprezentacije, koja je na Svjetskom nogometnom prvenstvu u Švicarskoj 1954. godine, osvojila svoj prvi naslov